# Pozdní Ťin (Pět dynastií)
Říše Pozdní Ťin (čínsky v českém přepisu Chou Ťin, pchin-jinem Hòu Jìn, znaky zjednodušené 后晋, tradiční 後晉) byl jeden ze států, které se vystřídaly v severní Číně po pádu říše Tchang, v období Pěti dynastií a deseti říší. Založil ji Š’ Ťing-tchang, šatoský generál v říši Pozdní Tchang, který velel vojskům bránícím severní a severozápadní hranici proti říši Liao. Roku 936 povstal proti tchangské vládě, a ve spojenectví s Liao dobyl severní Čínu. Š’ Ťing-tchang zemřel roku 942, jeho nástupce Š’ Čchung-kuej se pokusil vymanit z podřízenosti vůči Liao, což vyprovokovalo válku ve které liaoský císař Jie-lü Te-kuang se svou armádou porazil porazil ťinské vojsko a dobyl Kchaj-feng, hlavní město říše Ťin. Na zpáteční cestě liaoský císař zemřel, severní Čínu poté ovládl dosavadní správce Tchaj-jüanu Liou Č'-jüan jako zakladatel a první císař říše Pozdní Chan.

## Historie
V severočínské říši Pozdní Tchang roku 934 povstal správce oblasti Feng-siang (se sídlem v Pao-ťi) na západě státu Li Cchung-kche, a když se metropolitní armáda přidala na jeho stranu, svrhl císaře Li Cchung-choua. Prvním z guvernérů, kteří uznali Li Cchung-kchea, byl příbuzný císařského rodu Š’ Ťing-tchang, dlouholetý Li Cchung-kcheův soupeř, který velel armádám na severní a severovýchodní hranici bránícím stát před nájezdy Kitanů z říše Liao. Přesto si nový císař a jeho vláda na straně jedné a Š’ Ťing-tchang a jeho okolí na straně druhé nedůvěřovali. Nakonec roku 936 vypukla otevřená válka, ve které se Š’ Ťing-tchang prohlásil císařem říše Pozdní Ťin (přesněji Ťin, Pozdní je přívlastek přidaný historiky kvůli odlišení od stejnojmenných předchůdců) a za cenu uznání nadřazenosti říše Liao získal její vojenskou pomoc. S pomocí 50 tisíc kitanských vojáků porazil tchangská vojska, a začátkem roku 937 obsadil i tchangské hlavní město Luo-jang, přičemž Li Cchung-kche spáchal sebevraždu. Poté si Š’ Ťing-tchang podřídil i zbytek severní Číny, nejvážnější odpor mu přitom kladl vojenský guvernér Wej-čou Fan Jen-kuang, podrobený roku 938. Odměnou za pomoc Š’ Ťing-tchang odstoupil říši Liao šestnáct pohraničních krajů v okolí Pekingu.
Š’ Ťing-tchang zemřel roku 942, nastoupil po něm jeho synovec a adoptivní syn Š’ Čchung-kuej. Š’ Čchung-kuej se pokusil vymanit z podřízenosti vůči Liao, což roku 943 vyprovokovalo válku, ve které říše Ťin, oslabená povodněmi a hladomory, podlehla a roku 947 liaoský císař Jie-lü Te-kuang se svou armádou dobyl i Kchaj-feng, ťinské hlavní město. Na zpáteční cestě Jie-lü Te-kuang zemřel, severní Čínu poté ovládl dosavadní správce Tchaj-jüanu Liou Č’-jüan jako zakladatel a první císař říše Pozdní Chan.

## Císařové
| Jméno                                                      | Jméno       | Jméno                   | Narození Úmrtí | Vláda   | Éra vlády                                           |
| posmrtné                                                   | chrámové    | příjmení a osobní jméno | Narození Úmrtí | Vláda   | Éra vlády                                           |
| ---------------------------------------------------------- | ----------- | ----------------------- | -------------- | ------- | --------------------------------------------------- |
| Šeng-wen čang-wu ming-te siao chuang-ti 聖文章武明德孝皇帝 | Kao-cu 高祖 | Š’ Ťing-tchang 石敬瑭   | 892–942        | 936–942 | Tchien-fu (天福, 936–943)                           |
| Čchu chuang-ti 出皇帝                                      | –           | Š’ Čchung-kuej 石重貴   | 914–947        | 942–947 | Tchien-fu (天福, 936–943) Kchaj-jün (開運, 943–947) |
| Š’ Čchung-kuej je též znám jako Mladý císař (Šao-ti, 少帝) |             |                         |                |         |                                                     |